# Pé chato
Pé chato ou plano valgo é o termo usado em ortopedia para designar a deformidade oriunda do achatamento de um ou mais arcos do pé.

## Descrição

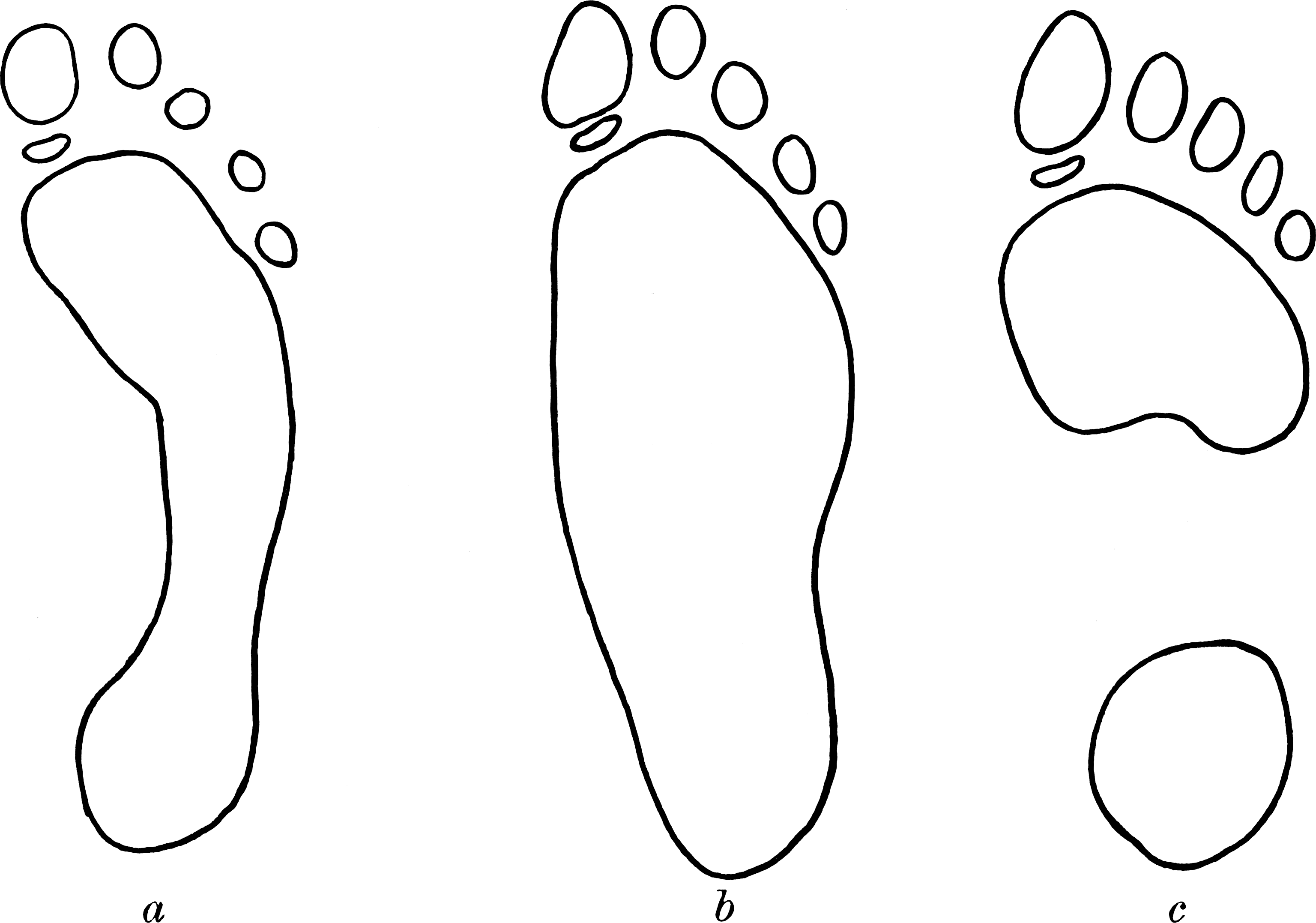
Pegadas típicas: à esquerda, um pé normal e, ao centro, o pé plano

Pé plano é a designação comum a um tipo de formato dos ossos dos pés, que faz com que quase toda a sola deles entre em contato com o chão ao caminhar. Esta morfologia leva ao aparecimento de dores nos pés após longas caminhadas, e por isso seus portadores eram geralmente rejeitados no serviço militar da maioria dos países, pois estariam impedidos de marchar longas distâncias.
Na verdade o arco plantar, cujo vértice é formado pela obliqüidade do maior osso do pé (o calcâneo), é indispensável para absorver as vibrações verticais, que resultam do apoio do pé no solo, quer na simples marcha, como na corrida ou no salto.
O afrouxamento (ou o encurtamento ligamentar) da fáscia plantar alteram a curvatura fisiológica, resultando em prejuízo na funcionalidade que acima se descreve. Essa sobrecarga numa área tão reduzida, além de produzir calosidades, impõe uma marcha rígida e por vezes saltitante, com perda de equilíbrio e lesões nas áreas de impacto.
O exagero dessa curvatura, em completa oposição ao pé chato (plano) traduz-se por uma incidência do peso do indivíduo em apenas dois pontos: calcâneo e cabeça dos metatarsos, designando-se por "pé cavo".
Existem soluções cirúrgicas para os casos mais graves; os mais benignos são resolvidos normalmente com o recurso a palmilhas correctoras.
Por outro lado, sendo o arco plantar o primeiro absorsor das vibrações resultantes do impacto do pé ao solo, qualquer deformação irá prejudicar essa função primária, fazendo descarregar tais vibrações nas estruturas superiores: joelhos, anca (quadril) e coluna vertebral.

## Tratamento
O tratamento pode ser feito de forma conservadora através de Palmilha ortopédica ou de forma cirúrgica.